# Volksbank-Arena Hildesheim
Die Volksbank-Arena ist eine Veranstaltungshalle mit rund 2400 Sitzplätzen in Hildesheim.
In der Veranstaltungshalle finden die Heimspiele des Volleyball-Bundesligisten Helios Grizzlys Giesen und des Handball-Drittligisten Eintracht Hildesheim sowie Konzerte und Messen statt.
Die Halle wurde in den 1950er Jahren eröffnet und hieß bis 2006 Rex-Brauns-Halle. Von 2006 bis 2007 wurde sie acht Monate lang umgebaut und saniert. Am 17. März 2007 erfolgte die Eröffnung als Sparkassenarena. Seit dem 1. April 2017 trägt sie den Namen Volksbank-Arena.